# Xiang Zhongfa
Xiang Zhongfa (ur. 1880, zm. 24 czerwca 1931) – chiński działacz związkowy i komunistyczny, członek Komunistycznej Partii Chin.
Na VI Zjeździe KPCh w odbytym w czerwcu-lipcu 1928 roku w Moskwie wraz z Li Lisanem wybrany do kierownictwa partii. W latach 1928–1929 i ponownie po usunięciu Li Lisana w latach 1930–1931 był sekretarzem generalnym KPCh. Był jedynym w historii przywódcą KPCh o robotniczym pochodzeniu. Po walkach frakcyjnych został usunięty w styczniu 1931 roku przez prosowiecką frakcję tzw. "28 bolszewików" z Wang Mingiem.
Zginął pojmany i stracony przez żołnierzy Kuomintangu.